# Габріел Аппелт Пірес
Габріел Аппелт Пірес (порт. Gabriel Appelt Pires, нар. 18 вересня 1993, Ріо-де-Жанейро) — бразильський футболіст, півзахисник клубу «Бенфіка». На умовах оренди грає за «Ботафого».

## Ігрова кар'єра
Народився 18 вересня 1993 року в місті Ріо-де-Жанейро. Вихованець клубу «Резенді», де навчався разом із братом Гільєрме. У 2011 році вони разом потрапили в систему італійського «Ювентуса», але для отримання ігрової практики Габріел був залишений в рідному клубі ще на півроку. 19 січня в матчі Ліги Каріока проти «Васко да Гама» він дебютував за основний склад «Резенді». 27 березня в поєдинку проти «Макае» Габріел забив свій перший гол за клуб. 
Влітку 2012 року після повернення в «Ювентус» Пірес був відданий в оренду в «Про Верчеллі». 9 вересня в матчі проти «Ліворно» він дебютував у італійській Серії B. 25 вересня в поєдинку проти «Барі» Габріел забив свій перший гол в Італії. В подальшому також на правах оренди грав за інші команди другого італійського дивізіону «Спеція», «Пескара» та «Ліворно», втім за «Ювентус» так жодної гри і не зіграв.
Влітку 2015 року  Пірес перейшов у іспанський «Леганес» на правах оренди. 6 вересня в матчі проти «Сарагоси» він дебютував у іспанській Сегунді. 17 жовтня в поєдинку проти «Жирони» Габріел забив свій перший гол за «Леганес». За підсумками сезону він допоміг клубу вийти в еліту, а керівництво команди ухвалило рішення про викуп трансферу гравця у «Ювентуса». Сума трансферу склала 1 млн євро. 22 серпня в матчі проти «Сельти» він дебютував у Ла Лізі. Граючи у складі «Леганеса» бразилець здебільшого виходив на поле в основному складі команди.
Влітку 2018 року Габріел перейшов у лісабонську «Бенфіку», підписавши контракт на 5 років. Сума трансферу склала 10 млн євро. У 2019 році виграв з командою чемпіонат та Суперкубок Португалії. Станом на 20 грудня 2019 року відіграв за лісабонський клуб 25 матчів в національному чемпіонаті.

## Статистика виступів

### Статистика клубних виступів
| Сезон               | Команда             | Чемпіонат           | Чемпіонат | Чемпіонат | Національний кубок | Національний кубок | Національний кубок | Континентальні кубки | Континентальні кубки | Континентальні кубки | Інші змагання | Інші змагання | Інші змагання | Усього | Усього |
| Сезон               | Команда             | Ліга                | Ігор      | Голів     | Ліга               | Ігор               | Голів              | Ліга                 | Ігор                 | Голів                | Ліга          | Ігор          | Голів         | Ігор   | Голів  |
| ------------------- | ------------------- | ------------------- | --------- | --------- | ------------------ | ------------------ | ------------------ | -------------------- | -------------------- | -------------------- | ------------- | ------------- | ------------- | ------ | ------ |
| 2011                | «Резенді»           | ЛК+D                | 14+0      | 1+0       | -                  | -                  | -                  | -                    | -                    | -                    | -             | -             | -             | 14     | 1      |
| 2011–12             | «Ювентус»           | A                   | -         | -         | КІ                 | -                  | -                  | -                    | -                    | -                    | -             | -             | -             | 0      | 0      |
| 2012–13             | «Про Верчеллі»      | B                   | 25        | 1         | КІ                 | 0                  | 0                  | -                    | -                    | -                    | -             | -             | -             | 25     | 1      |
| 2013–14             | «Спеція»            | B                   | 18        | 0         | КІ                 | 0                  | 0                  | -                    | -                    | -                    | -             | -             | -             | 18     | 0      |
| 2014–15             | «Пескара»           | B                   | 16        | 0         | КІ                 | 2                  | 0                  | -                    | -                    | -                    | -             | -             | -             | 18     | 0      |
| 2014–15             | «Ліворно»           | B                   | 17        | 1         | КІ                 | -                  | -                  | -                    | -                    | -                    | -             | -             | -             | 17     | 1      |
| 2015–16             | «Леганес»           | СД (ІІ)             | 37        | 7         | КІ                 | 3                  | 1                  | -                    | -                    | -                    | -             | -             | -             | 40     | 8      |
| 2016–17             | «Леганес»           | ПД                  | 34        | 5         | КІ                 | 2                  | 0                  | -                    | -                    | -                    | -             | -             | -             | 36     | 5      |
| 2017–18             | «Леганес»           | ПД                  | 29        | 5         | КІ                 | 6                  | 1                  | -                    | -                    | -                    | -             | -             | -             | 35     | 6      |
| Усього за «Леганес» | Усього за «Леганес» | Усього за «Леганес» | 100       | 17        |                    | 11                 | 2                  |                      | -                    | -                    |               | -             | -             | 111    | 19     |
| 2018–19             | «Бенфіка»           | ПЛ                  | 17        | 1         | КП+КЛ              | 6+3                | 1+0                | ЛЧ+ЛЄ                | 4+4                  | 0                    | -             | -             | -             | 34     | 2      |
| 2019–20             | «Бенфіка»           | ПЛ                  | 7         | 1         | КП+КЛ              | 0+0                | 0                  | ЛЧ                   | 5                    | 0                    |               | -             | -             | 12     | 1      |
| Усього за «Бенфіку» | Усього за «Бенфіку» | Усього за «Бенфіку» | 24        | 2         |                    | 9                  | 1                  |                      | 13                   | 0                    |               | -             | -             | 46     | 2      |
| Усього за кар'єру   | Усього за кар'єру   | Усього за кар'єру   | 214       | 22        |                    | 22                 | 3                  |                      | 13                   | 0                    |               | -             | -             | 248    | 25     |

## Титули і досягнення

### Командні
- Чемпіон Португалії (1):

«Бенфіка»: 2018–19
- Володар Суперкубка Португалії (1):

«Бенфіка»: 2019
- Переможець Рекопи Південної Америки (1):

«Флуміненсе»: 2024